# Manovitsi
Manovitsi (en rus: Мановицы) és un poble de l'óblast de Tambov, a Rússia, segons el cens del 2010 tenia 215 habitants.